# Kagawa-Marugame-Halbmarathon
Der Kagawa-Marugame-Halbmarathon (jap. 香川丸亀ハーフマラソン Kagawa Marugame Hāfu Marason) ist ein Halbmarathon in Marugame (Präfektur Kagawa). Er ist einer der ältesten Straßenläufe in Japan und eines der bedeutendsten Rennen über die 21,097-km-Distanz weltweit, von der Sankei Shimbun veranstaltet.
Von 1947 bis 1960 (mit Ausnahme von 1955) wurde der Lauf als Kagawa-Marathon ausgetragen, von 1947 bis 1951 und 1953 in Takamatsu. 1949 wurde ein 20-km-Lauf dem Programm hinzugefügt. Von 1961 bis 1970 waren die Streckenlängen 35 km (1968 nicht ausgetragen) und 10 km. Von 1971 bis 1996 betrug die längere Strecke 20 km. Seit 1997 wird die jetzige Distanz gelaufen, 2000 wurde der 10-km-Lauf zum letzten Mal veranstaltet. Seit 2000 starten Frauen beim Halbmarathon, ebenfalls seit demselben Jahr sind Elite-Läufer am Start.
Start und Ziel ist im Marugame-Stadium, der Wendepunkt des ostwärts führenden Kurses liegt in Sakaide.

## Statistik

### Streckenrekorde
- Männer: 59:47 min, Paul Kuira Mutero (KEN), 2015
- Frauen: 1:07:26 h, Kayoko Fukushi (JPN), 2006 (Asienrekord)

### Siegerliste
Zahlen hinter dem Namen geben die Anzahl der bisherigen Siege an:
| Datum        | Männer                  | Nation                 | Zeit    | Frauen                    | Nation                 | Zeit    |
| ------------ | ----------------------- | ---------------------- | ------- | ------------------------- | ---------------------- | ------- |
| 2. Feb. 2020 | Brett Robinson          | Australien             | 0 59:57 | Helalia Johannes          | Namibia                | 1:08:10 |
| 3. Feb. 2019 | Abdi Nageeye            | Niederlande            | 1:00:24 | Betsy Saina -2-           | Kenia                  | 1:07:49 |
| 4. Feb. 2018 | Edward Waweru           | Kenia                  | 1:00:31 | Betsy Saina               | Kenia                  | 1:09:17 |
| 5. Feb. 2017 | Callum Hawkins          | Vereinigtes Königreich | 1:00:00 | Eunice Jepkirui Kirwa -2- | Brunei                 | 1:08:07 |
| 7. Feb. 2016 | Goitom Kifle            | Eritrea                | 1:00:49 | Eunice Jepkirui Kirwa     | Brunei                 | 1:08:06 |
| 1. Feb. 2015 | Paul Kuira Mutero       | Kenia                  | 0 59:47 | Eloise Wellings           | Australien             | 1:10:41 |
| 2. Feb. 2014 | Martin Irungu Mathathi  | Kenia                  | 1:00:11 | Eri Makikawa              | Japan                  | 1:10:27 |
| 3. Feb. 2013 | Collis Birmingham       | Australien             | 1:00:56 | Tiki Gelana -2-           | Äthiopien              | 1:08:53 |
| 5. Feb. 2012 | Mathew Kipkoech Kisorio | Kenia                  | 1:00:02 | Tiki Gelana               | Äthiopien              | 1:08:48 |
| 6. Feb. 2011 | Samuel Ndungu Wanjiku   | Kenia                  | 1:00:55 | Kayoko Fukushi -3-        | Japan                  | 1:09:00 |
| 7. Feb. 2010 | Daniel Gitau            | Kenia                  | 1:01:08 | Nicole Chapple            | Australien             | 1:08:37 |
| 1. Feb. 2009 | Mekubo Mogusu -2-       | Kenia                  | 1:00:37 | Mara Yamauchi             | Vereinigtes Königreich | 1:08:29 |
| 3. Feb. 2008 | Harun Njoroge Mbugua    | Kenia                  | 1:01:35 | Philes Moora Ongori       | Kenia                  | 1:07:57 |
| 4. Feb. 2007 | Mekubo Mogusu           | Kenia                  | 0 59:48 | Kayoko Fukushi -2-        | Japan                  | 1:08:00 |
| 5. Feb. 2006 | Takayuki Matsumiya      | Japan                  | 1:02:13 | Kayoko Fukushi            | Japan                  | 1:07:26 |
| 6. Feb. 2005 | Laban Kagika -2-        | Kenia                  | 1:01:36 | Takako Kotorida           | Japan                  | 1:09:34 |
| 1. Feb. 2004 | Pharis Irungu Kimani    | Kenia                  | 1:01:55 | Yasuko Hashimoto -2-      | Japan                  | 1:10:46 |
| 2. Feb. 2003 | Zakayo Ngatho           | Kenia                  | 1:00:21 | Yasuko Hashimoto          | Japan                  | 1:09:32 |
| 3. Feb. 2002 | Laban Kagika            | Kenia                  | 1:01:43 | Mari Ozaki                | Japan                  | 1:09:33 |
| 4. Feb. 2001 | Hidemori Noguchi        | Japan                  | 1:02:28 | Ikumi Nagayama            | Japan                  | 1:09:28 |
| 6. Feb. 2000 | Kazuhito Yokota         | Japan                  | 1:02:59 | Rie Ueno                  | Japan                  | 1:09:57 |